# Municipio de Hillsborough (Nueva Jersey)
El municipio de Hillsborough (en inglés: Hillsborough Township) es un municipio ubicado en el condado de Somerset en el estado estadounidense de Nueva Jersey. En el año 2010 tenía una población de 38,303 habitantes y una densidad poblacional de 270 personas por km².

## Geografía
El municipio de Hillsborough se encuentra ubicado en las coordenadas 40°32′00″N 74°39′59″O / 40.53333, -74.66639.

## Demografía
Según la Oficina del Censo en 2000 los ingresos medios por hogar en el municipio eran de $83,290 y los ingresos medios por familia eran $93,933. Los hombres tenían unos ingresos medios de $62,273 frente a los $42,052 para las mujeres. La renta per cápita para la localidad era de $33,091. Alrededor del 3.1% de la población estaba por debajo del umbral de pobreza.